# Frits Geveke
Frederik (Frits) Geveke (Amsterdam, 25 februari 1878 - Amsterdam, 31 maart 1950) was een Nederlands portretfotograaf. Behalve dat hij reguliere klanten had, maakte hij naam met portretten en foto's van nagespeelde scènes uit het theater in zijn eigen studio van onder andere bekende acteurs, operazangers en cabaretiers. Tevens was hij jarenlang betrokken als bestuurslid van de Nederlandse Fotografen Patroonsvereeniging (NFPV). 

## Biografie
Geveke begon zijn carrière als fotograaf op dertienjarige leeftijd als leerling bij hofleverancier Johannes Ephraïm (Jr.) in Arnhem. Daarna werkte hij als assistent in diverse ateliers in Amsterdam, Rotterdam, Den Haag en Vlaardingen. In 1897 vestigde hij zich als zelfstandig fotograaf in Amsterdam. 
In 1903 verhuisde hij met zijn eerste vrouw, Johanna Maria Lagerweij, naar Sarphatipark 10, om daar op de benedenverdieping zijn portretatelier in te richten. Zij kregen in 1904-1905 twee dochters.
Op het gebied van theaterfotografie had Geveke concurrentie van onder andere Atelier J. Merkelbach en Godfried de Groot. De Groot, een voormalig leerling en assistent van Geveke, zou zelfs een deel van zijn klantenbestand meenemen. In de periode van 1905 tot 1925 zou Geveke actief en succesvol zijn als theaterfotograaf. Na deze periode floreerde zijn bedrijf voornamelijk bij het algemeen publiek.
In 1944 overleed zijn vrouw Johanna Maria en hertrouwde hij met Magdalena Lescrauwaet. Geveke overleed in 1950 op 72-jarige leeftijd en werd begraven op begraafplaats Zorgvlied. Na zijn overlijden zette zijn tweede vrouw met behulp van enkele assistenten het atelier nog voort, tot dit in 1965 werd verkocht.

## Bekende clientèle
Opdrachtgevers voor de portretten waren vaak niet de artiesten zelf, maar de gezelschappen waartoe zij behoorden. Beroemdheden die Geveke gefotografeerd heeft zijn onder andere Louisette, Jean Louis Pisuisse, Jenny Gilliams, Heintje Davids, Fien de la Mar, Louis Chrispijn Jr., Magda Janssens, Lola Cornero, Emmy Arbous, Theo Mann-Bouwmeester en Louis Bouwmeester.

## Galerij

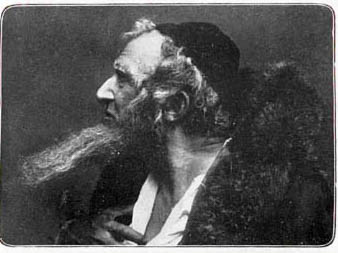
Louis Bouwmeester (voor 1912) Uit: Onze Tooneelspelers (1912)
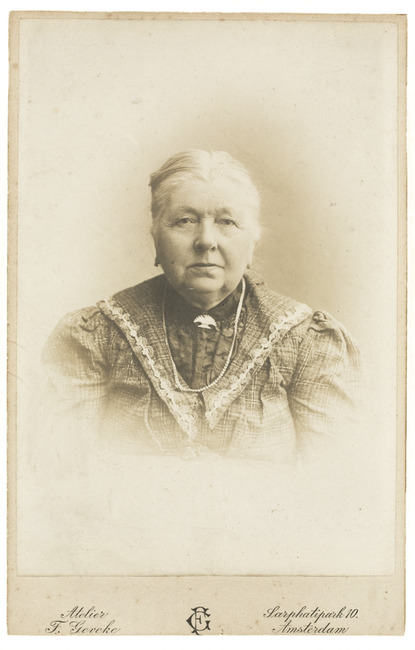
Portret van een onbekende vrouw (tussen 1880-1920)

- Biografisch Portaal: 26880749
- PIC: 386496
- RKD-Nederlands Instituut voor Kunstgeschiedenis: 374398